# Oranta

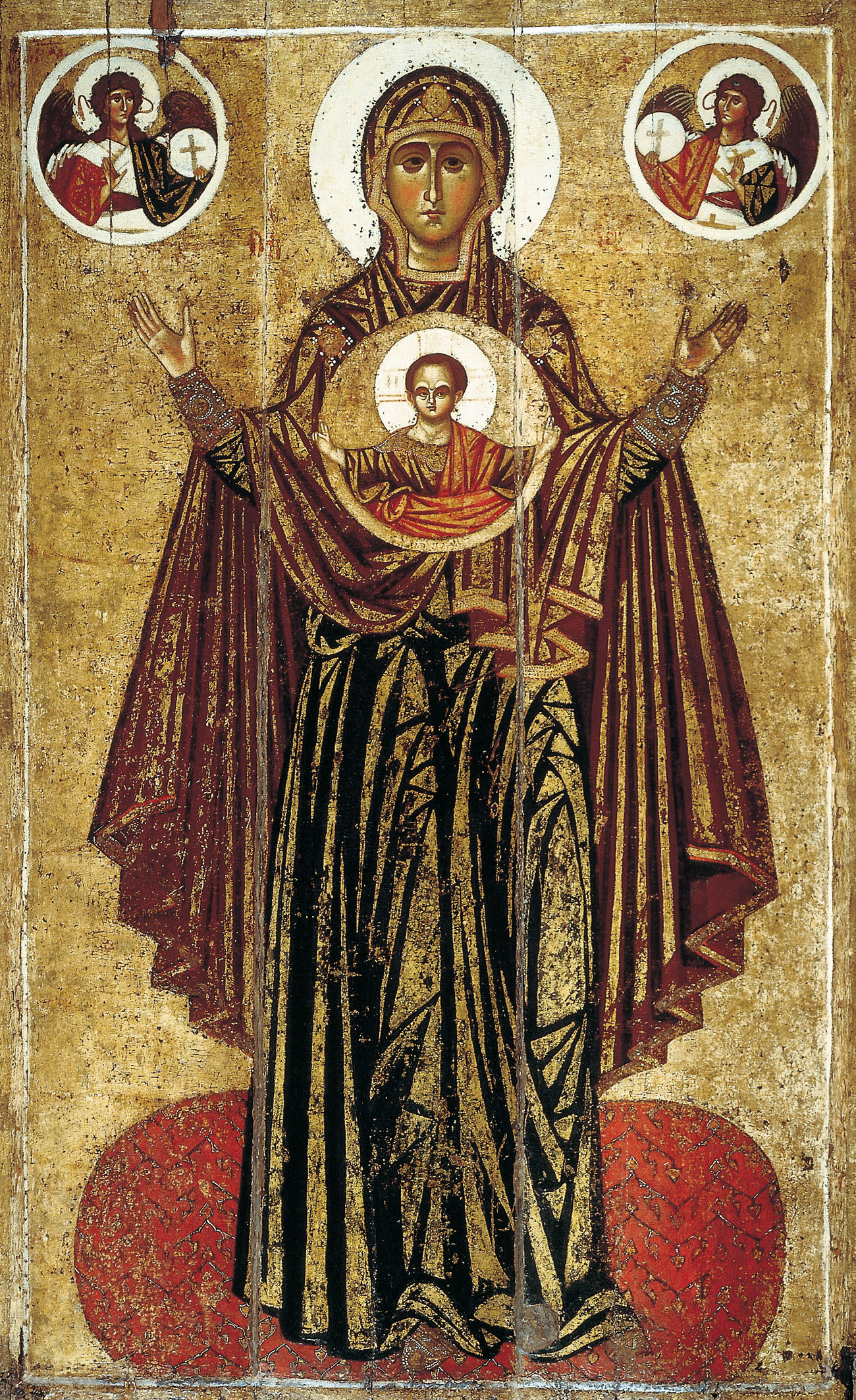
Jaroslavská Oranta Velká Panagia ze Spaso-preobraženského kláštera v Jaroslavli (kolem roku 1218, Treťjakovská galerie, Moskva)

Oranta – je ikonografické zobrazení Matky Boží nebo jiného světce v modlitební póze se vztaženýma rukama do stran, s dlaněmi otevřenými ven, v tradičním gestu přímluvné modlitby směrem nebi (lat.orans znamená modlit se). V Novém zákoně  je tento postoj zapsán u apoštola Pavla: "Chci tedy, aby se muži všude ve shromáždění modlili, pozvedajíce ruce v čistotě, bez hněvu a hádek." 1Tim 2, 8 (Kral, ČEP) Pozice oranta se objevuje v celém Starém zákoně – u proroka Izajáše a v žalmech.
V raném křesťanství byla oranta běžně používána a často se s ní setkáváme v raně křesťanském umění. Doporučovali ji někteří ranní církevní otcové – Marcus Minucius Felix, Klement Římský, Klement Alexandrijský a Tertullianus, kteří v ní viděli pozici Krista na kříži.

## Historie
Oranta pochází z umění starého Egypta a Mezopotámie a zobrazuje postavu člověka se zdviženýma rukama, symbolický obraz modlící se duše. Ve starověkém umění byly takové postavy v póze adoratio (lat. adorace, klanění) považovány za symbol věrnosti a zbožnosti, v pohřebním kultu za prosbu o odpuštění a seslání daru nebes.

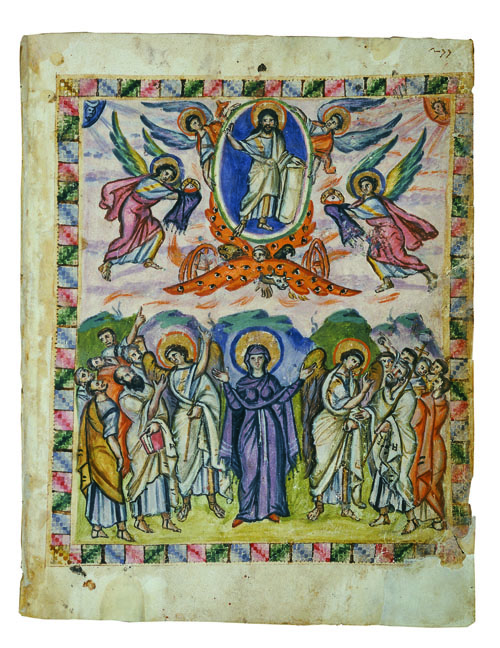
Nanebevstoupení, Rabbúlův evangeliář

Takové obrazy se nacházejí na reliéfech starořímských sarkofágů. Na malbách v římských katakombách je známo asi sto padesát vyobrazení mužských a ženských postav s rukama zdviženýma v modlitebním gestu. Od 4. století získává obraz typu oranta individualizovaný charakter a začíná být reprodukován jako obraz konkrétních světců. V západním křesťanství přinejmenším do 9. století tuto pozici používala církev při slavení eucharistie, ve 12. století však začalo spojování rukou nahrazovat orans jako preferovanou pozici pro modlitbu.
Pozice oranta se v některých částech liturgie římskokatolické a východní pravoslavné církve používá dodnes. V katolické církvi se při mši v latinském liturgickém obřadu modlí celebrující kněz v gestu oranta orace, kánon a modlitbu Páně; v maronitské církvi při svaté Qurbaně zvedá shromáždění spolu s knězem ruce v postoji oranta během různých částí liturgie, jako je anafora a modlitba Páně. Gesto orans přežilo reformaci a zachovalo se v liturgii luteránské a anglikánské církve.

## Matka Boží Oranta

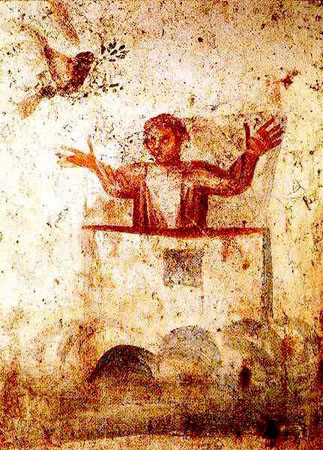
Noemova archa – římské katakomby svatých Marcelina a Petra, 3.-4. století – Noe se modlí v pozici oranta

Nejstarší vyobrazení Matky Boží Oranta pocházejí ze VI. století (např. jako součást scény Nanebevstoupení v Rabbůlově evangeliu, Laurentinská knihovna, Florencie). V koptském umění V.-VI. století, v raně křesťanském a byzantském umění XII.-XIII. století došlo k postupné kontaminaci obrazu antického adoranta a modlící se Matky Boží - Diakonissy s vztaženýma rukama, symbolizující církev.
V dějinách křesťanského umění se postupně prosadil obraz Panny Marie jako služebnice jeruzalémského chrámu (Uvedení Přesvaté Bohorodice do chrámu) a souvztažnost tohoto obrazu s církví na zemi, která prosí Boha Otce o přímluvu za lidstvo (ikonografický typ Agiosoritissa). Zpočátku byla Matka Boží Oranta zobrazována s odkrytou hlavou, později s maforiem a svatozáří.
Ikonografie Oranta se v byzantském umění rozšířila v období po ikonoklasmu. Koncha apsidy se stává tradičním místem pro umístění mozaikového nebo freskového obrazu Matka Boží Oranta, která se od ostatních ikonografických typů zobrazení Panny Marie liší svou majestátností a monumentalitou. Její póza je statická, kompozice symetrická. Obraz Matky Boží Oranta v apsidách chrámů může být také spojen s tématem druhého příchodu Ježíše Krista.

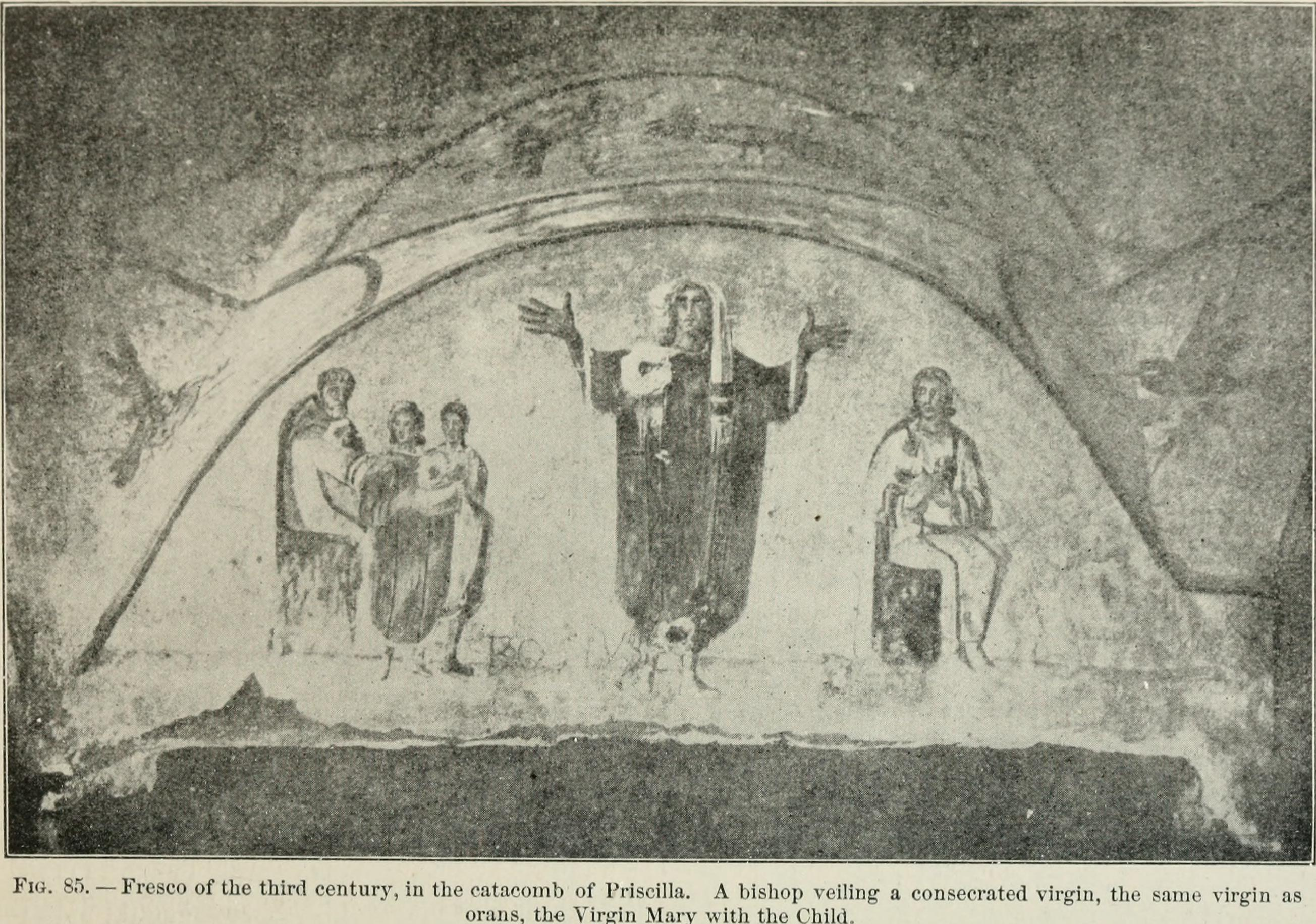
Katakomby sv.Priscilly – freska zobrazuje křesťanskou ženu s pokrývkou hlavy, která se modlí v postoji oranta.

Jedním z přívlastků, které jsou ikoně Oranta přisuzovány, je nazvání Nezničitelná stěna (rus.Нерушимая Стена – podle textu řeckého verše akatistu k Matce Boží: "Nezničitelná stěna Království..."). Dalším epitetonem ikony je Platytéra (řec. Πλατυτέρα - Obsáhlejší než nebesa). A proto je Panna Marie obsáhlejší než nebesa, neboť v ní přebýval Kristus Bůh, skrze něhož vše je stvořeno (Nicejsko-konstantinopolské vyznání víry):
| „                                    | Blahoslavenou tě nazývají všechna pokolení, Bohorodice Panno, vždyť v tobě přebýval Ten, kterého nemůže obsáhnout svět, Kristus Bůh náš ... | “ |
| — Bohorodičen, půlnočnice každodenní | |   |

## Dochované monumentální obrazy

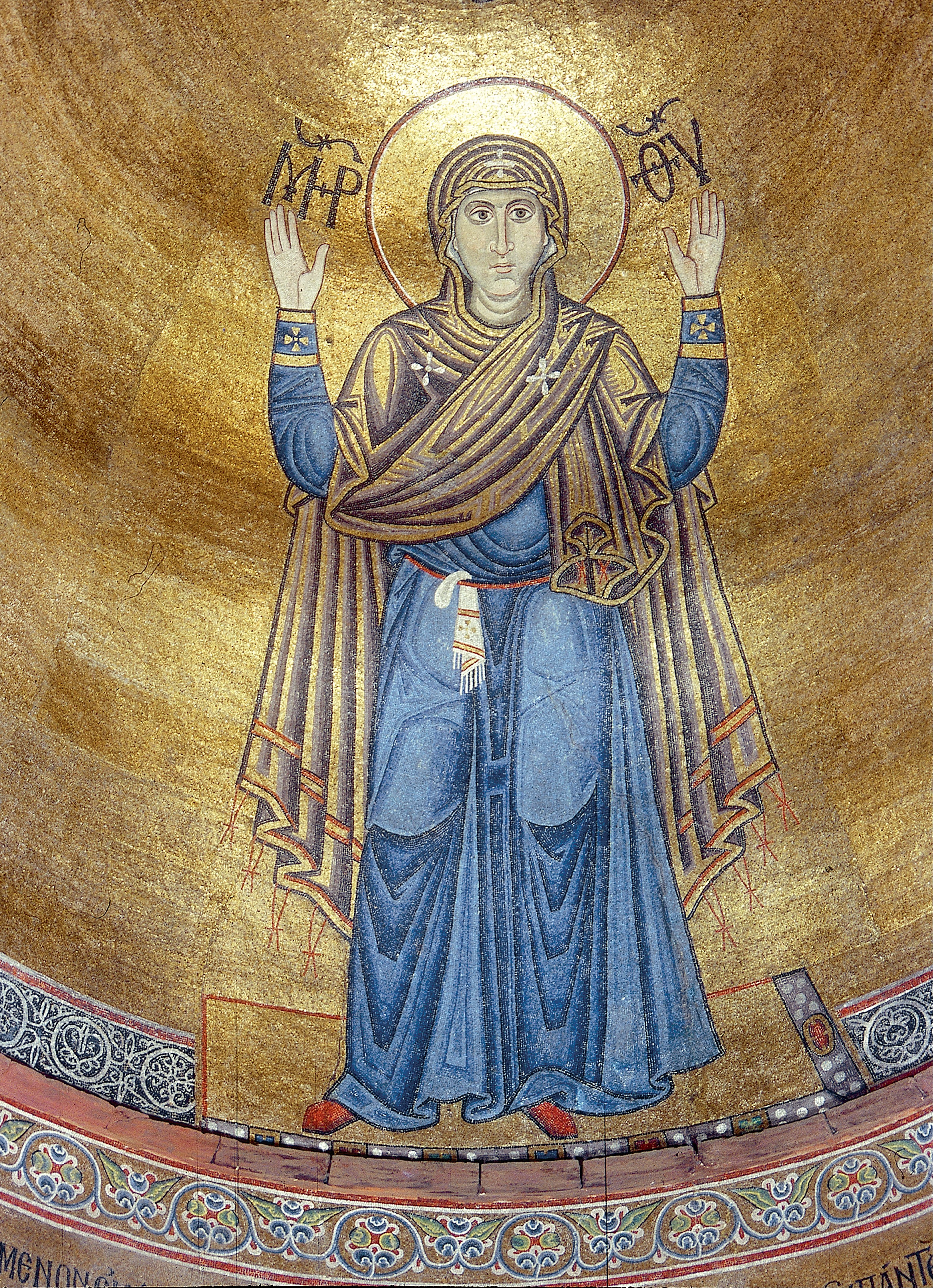
Matka Boží Oranta Nezničitelná stěna – mozaika, rok 1037, chrám sv.Sofie, Kyjev

V apsidě chrámu svaté Sofie v Kyjevě (11. století) se nachází jeden z nejznámějších mozaikových obrazů Oranta (výška postavy je 5,45 m) – Nezničitelná stěna. Podobné obrazy se nacházejí v klášteře Nea Moni na ostrově Chios v Řecku, v katedrále Proměnění Páně v Cefalú na ostrově Sicílie (1148), v mozaice lunety chrámu Zesnutí Přesvaté Bohorodice v Nikáji (1065-1067), v malbě chrámu Spasitele na Neredici v Novgorodu Velikém (1199, dochovaly se fragmenty).

## Ikonografie
Ve 12.-13. století se v byzantském a staroruském umění vytvořil obraz Matky Boží Oranta Veliká Panagia (řec. Παναγία – Všesvatá). Byla zobrazována v pozici oranta se symbolem Znamení – obrazem Immanuela  (hebr. עמננואל - "S námi Bůh", Iz 7, 14 (Kral, ČEP) v kruhovém medailonu.
Na ikonách Znamení může být Panna zobrazena v plné výšce, jako například na Jaroslavské Orantě Velké Panagie, nebo do pasu jako na ikoně Matka Boží Znamení Novgorodská a na ikoně Matka Boží Znamení Kursko-Korennaja. Do ikonografie typu oranta patří také ikona Matky Boží Mirožská, Matka Boží Životodárného pramene.
Zobrazení ikon Matky Boží Oranta bez Dítěte je vzácné. Takové ikony jsou součástí složitých kompozic – například v ikonografii svátků Nanebevstoupení Páně nebo Pokrov Přesvaté Bohorodice.
Ikonografie typu Znamení se vyvinula do kompozic ikon známých jako Nevyčerpatelný kalich (rus. Неупива́емая Ча́ша).
Ruský malíř z počátku 20. století Kuzma Petrov-Vodkin namaloval v letech 1914-1915 neobvyklý obraz Matka Boží Usmíření zlých srdcí, což je plexisklový obraz Panny Marie v jasně šarlatovém maforiu se zdviženýma rukama v pozici oranta.

## Galerie

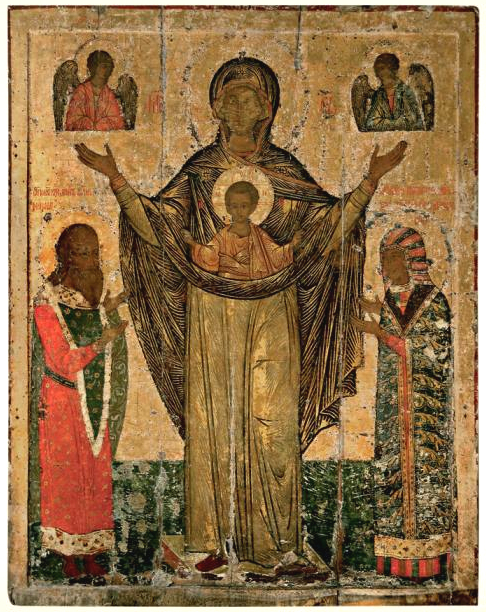
Matka Boží Mirožská – oranta, chrám Proměnění Páně, Mirožský klášter. Muzeum Pskov. Po stranách pskovský kníže Dovmont a Marie Dmitrijevna.
Matka Boží Znamení Novgorodská – oranta, chrám sv.Sofie, Novgorod
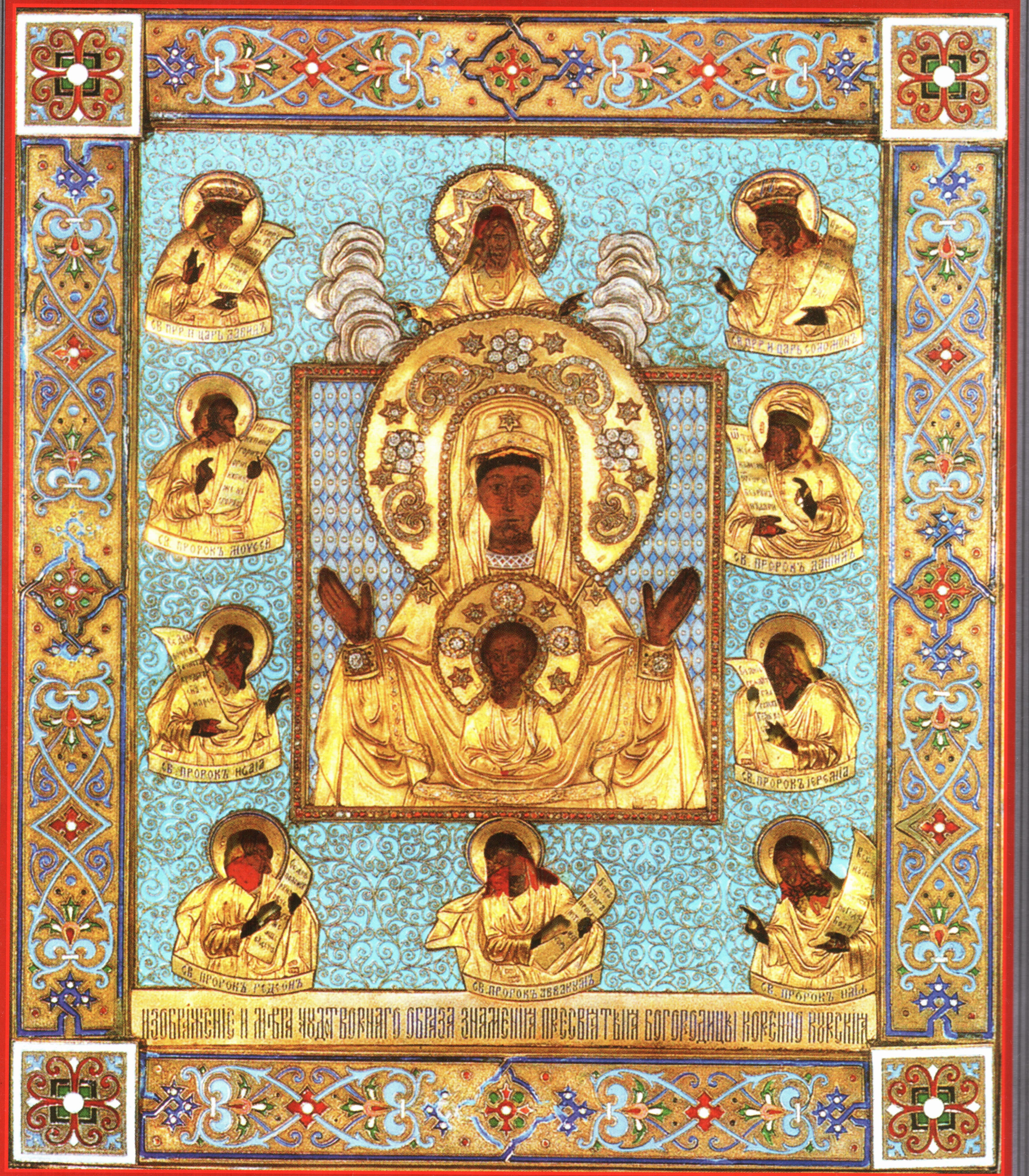
Matka Boží Znamení Kursko-Korennaja – oranta, katedrála Matky Boží Znamení, New York
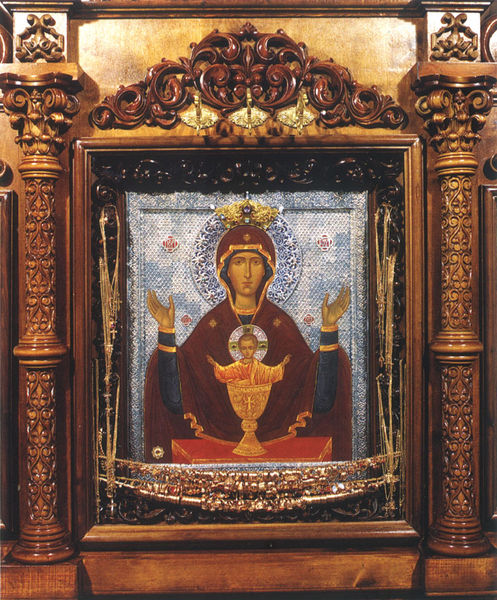
Matka Boží Nevyčerpatelný kalich – oranta, 1878, Serpuchov
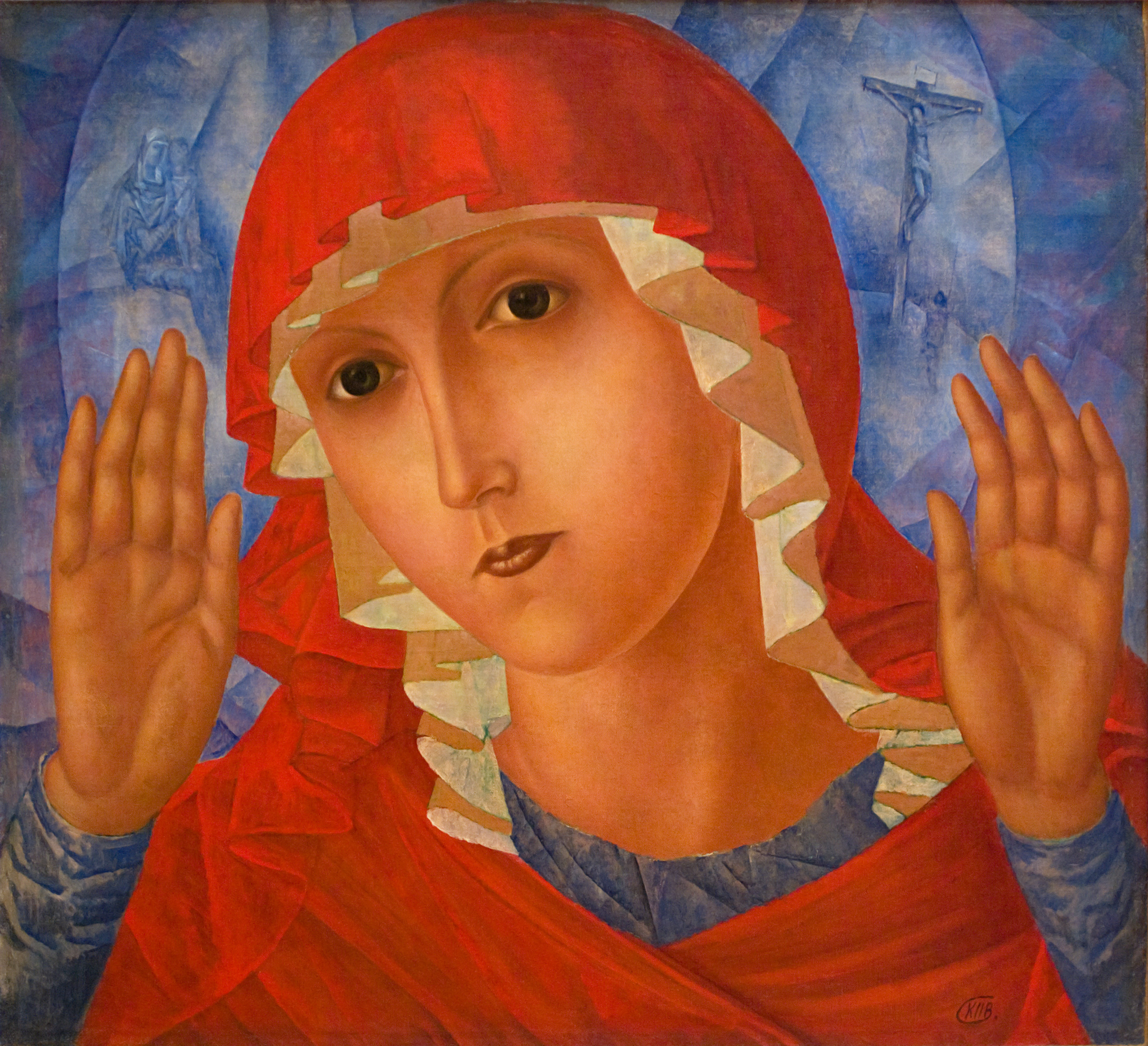
Matka Boží Usmíření zlých srdcí – oranta, Petrov-Vodkin
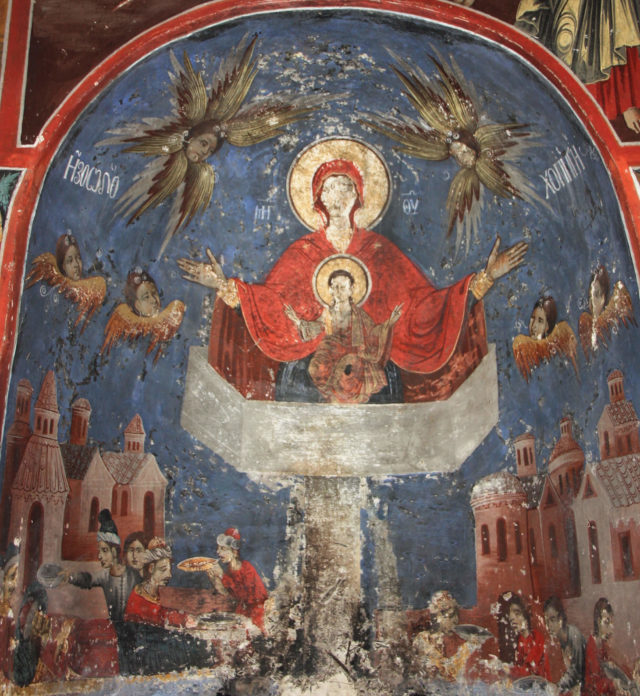
Matka Boží Životodárného pramene – oranta, Eratyra, 1763
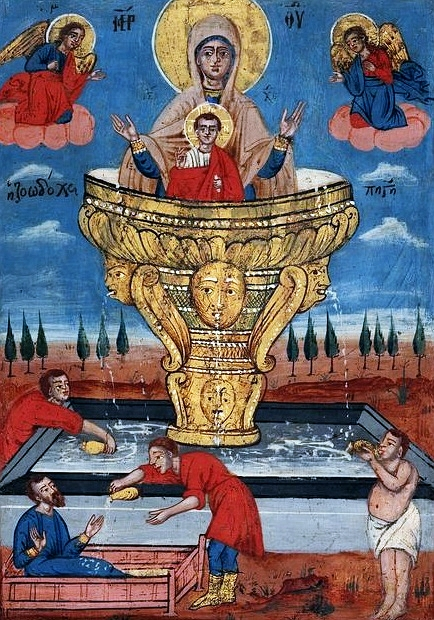
Matka Boží Životodárného pramene – oranta, Epirus
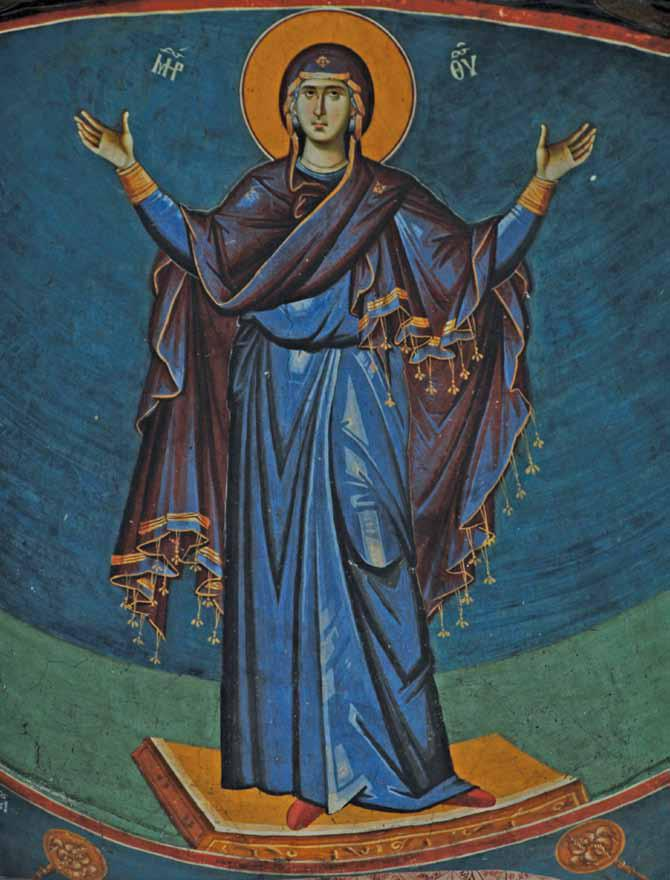
Matka Boží – oranta, freska, concha apsidy chrámu Theotokos Peribleptos v Ochridu, Makedonie